# Концепция тюркской истории

Эмблема президента Турции — золотое солнце, окружённое 16 золотыми звёздами. 16 звезд - 16 исторических тюркских государств и 1 звезда в центре - Турецкая Республика (в центре), которая вобрала от каждого исторического государства часть ее традиций.

Концепция тюркской истории (тур. Türk Tarih Tezi) цивилизационная историческая интерпретация, обосновывающую гипотезу о происхождении европиоидной расы из Средней Азии. Согласно этому, народы, являющиеся предками тюрков, распространились по миру различными миграционными волнами в разные эпохи, создали важную часть мировых цивилизаций.
Концепция приводит например, к такому казусу что историю Золотой Орды, Дешт-и-Кипчак, Волжской Булгарии в турецких школах изучают более углубулено, соответствено историю расселения территории России знают лучше в противовес российской интерпретации согласно которой пласт тюркской истории (в масштабах времении и территории более внушительный) вычеркнут из истории страны.
Принятое самоназвание турецкого народа тюрк, в турецком языке не делает различий между словом тюрк и турок.  Работа под названием «Основные направления тюркской истории», изданная в 1930 году тиражом сто экземпляров, считается декларацией концепции истории Турции. Четырехтомный учебник, подготовленный в соответствии с этой работой и преподаваемый в школах в период с 1931 по 1941 год, является одним из основных трудов по истории Турции. Концепция тюркской истории выдвинута как реакция на истолкование османской истории, основанной на конфликте между исламом и христианством, и толковании истории Турции западными историками.     В научных кругах Концепция тюркской истории подвергалась критике за политические цели и романтические националистические аспекты.  В узком тюркском смысле Концепция признана академическим сообществам мира. В широком цивилизационном, согласно которому происхождение человечества произошло от тюрков менее признана (но при этом обсуждается серьезно).

## Причины написания
В 1923 году Мустафа Кемаль поставил перед Советом профессоров Стамбульского университета задачу «завершить национальную независимость в области науки» . Концепция выдвинута в 1930-х годах с целью разработки альтернативной национальной интерпретации истории в противовес историческим интерпретациям, ориентированным на ислам, и историческим интерпретациям, ориентированным на Европу, которые являются наследием османской историографии.    Ататюрк считал, что национальную историю следует писать вместо того, чтобы принимать тезисы западной истории как правильные и преподавать их в школах. Начиная с пятнадцатого века западные историографы называют греческую цивилизацию местом, где зародилась цивилизация. С этой точки зрения историю тюрок описывали как кочевые племена в Средней Азии. С девятнадцатого века этот тезис пытались обосновать расовой принадлежностью ( желтая раса, брахикефальная белая раса и т. д.) с расистскими антропологическими подходами.    Афет Инан, ученик французской школы, говорит Ататюрку, что французские книги по истории не включают труды цивилизации тюрок и что тюрки упоминаются как « желтая раса второй степени, вторгшееся варварское племя». Однако тюркам отводится серьезное место в двух важных книгах по истории , которые читал Ататюрк. Первым является 5-томная Histoire générale des Huns, des Turcs, des Mogols, et des autres Tartares occidentaux  изданная в Париже в 1756 году Жозефом де Гиньем . Второй — «Очерк истории» объемом 1208 страниц  опубликованный Гербертом Уэллсом в 1920 году. Мысли автора о «постоянном мире во всем мире», высказанные Ататюрком, цитируются им в Нутуке .
В предисловии к четырехтомному учебнику истории, преподаваемому в средних школах в период с 1931 по 1941 год говорилось:

Цель этой работы — напомнить великому тюркскому народу, чьи заслуги и усилия в создании первых цивилизаций были отвергнуты, о его благородном прошлом, основанном на исторических фактах. 
До установления Республики старые походы султанов преподносились без акцента на турецкую идентичность на религиозной основе в медресе. В начале века современная и научная история в университетах не преподавалась. Антропология, филология, археология и подобные им науки не использовались в исторических исследованиях. В конце XIX века тюркские орхонские надписи расшифровывались иностранными учеными.  
Ататюрк призвал историков исследовать историю самой Турции, сосредоточив внимание на тюрках, тем самым создав историческую предпосылку процесса создания национального государства. Он хотел дать видение места тюрков в развитии мировых цивилизаций. 
Некоторые из целей заключаются в том, чтобы раскрыть древние цивилизации страны, исследовать отношения между сегодняшним турецким народом и тюркскими племенами, а также обеспечить, чтобы общая история Турции была написана с научной последовательностью. 

## Разработка
Поскольку Ататюрк придавал большое значение истории, он был инициатором создания Совета по истории Турции. В 1930 году Афет Инан, Тевфик Бийиклыоглу, Самих Рифат, Юсуф Акчура, Решит Галип, Хасан Джемиль Чамбел, Садри Максуди, Чемсеттин Гюналтай, Васиф Чинар и Юсуф Зия Озер начали исследование тюркской истории , «без опоры на западные источники» . В 1930 году они подготовили 606-страничную работу под названием «Основы тюркской истории». Эта 606-страничная работа была лишь предварительной компиляцией. Первый сборник был рассмотрен и обсужден учеными, в него были внесены оценки и исправления. В 1931 году была подготовлена вторая книга из 87 страниц «Основы тюркской истории — вводная глава» . Этот 4-томный труд был издан тиражом 30 000 экземпляров.   Четырехтомный труд преподавался на уроках истории в средних школах в период с 1931 по 1941 год. В 1935 году в Анкарском университете создан Факультет языков, истории и географии  для подготовки ученых, которые будут проводить исследования по истории. В 1937 году был созван Второй Турецкий исторический конгресс . На конгрессе присутствовали и зарубежные ученые.

## Защиты диссертаций
Концепция истории тюрков изначальна имела цель объяснить вклад тюрков в цивилизацию. Она утверждает, что европейская цивилизация была создана людьми, пришедшими из Азии в результате миграции, и что все истоки греческой науки, искусства и философии на самом деле находятся в Анатолии .
Концепция тюркской истории основывалась на гипотезе о происхождении европиоидной расы из Средней Азии. Согласно этому, народы, являющиеся предками тюрков, распространившиеся из Средней Азии по миру различными миграционными волнами в разные эпохи, создали важную часть мировых цивилизаций  . Говоря о расах, концепция не отстаивает превосходство той или иной расы. Он рассказывает о смешении рас в результате миграций  .
Были представлены доказательства того, что некоторые племена, жившие в истории и основавшие великие цивилизации, были тюрками. Утверждалось, что тюркская цивилизация распространилась на земли, где до этого не было обнаружено следов цивилизации. 
Согласно концепции тюркской истории предками тюрков являются брахицефалы, покинувшие свою родину из Средней Азии и расселившиеся в бассейне Средиземного моря между 3000 г. до н.э. и 1200 г. до н.э. Выдвигается гипотеза, что неправильно связывать начало мировой цивилизации с греческой цивилизацией. Этилер (хетты) — цивилизация, более древняя, чем греческая цивилизация, жившая в Анатолии. Точно известно, что этруски пришли в Италию из Анатолии. Миграционные волны, исходившие из Средней Азии, также распространились в Европу и принесли на континент, находившийся в суровых условиях соответственно, полированный камень, медь, бронзу и искусство железного века. Кельты, азиатское племя, оставили важные артефакты на своих миграционных путях. Лигуры и кимрисы, с другой стороны, дошли до Крыма и Дании на европейском континенте до кельтов. Хотя медные инструменты не могли быть найдены в Европе до 2000 года, во время раскопок было обнаружено, что бронзовые инструменты в это время внезапно умножились. Источником бронзы была оловянная руда, которой в Азии было много, тогда как в Европе ее находили лишь в тонкой жиле во Франции. 
Заявление Ататюрка «Анатолия — это 7000-летняя турецкая колыбель» отражает его веру в то, что турецкое присутствие в Анатолии восходит к периоду, предшествовавшему битве при Манцикерте .
Согласно концепции в Анатолии существовал древний центральноазиатский тюркский народ. 

### Прошлые тюркские государства

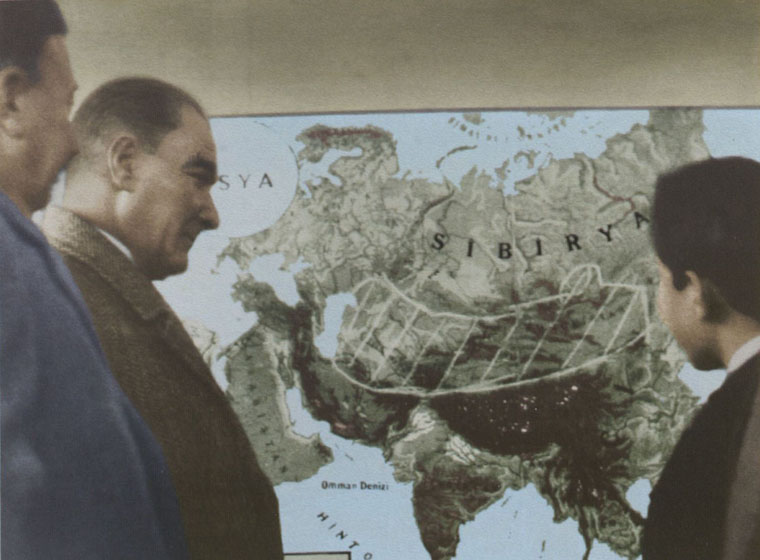
Ататюрк во время урока географии в Самсуне. Заштрихованная область на карте предназначена для обозначения территории, где были основаны тюркские государства.

Согласно Концепции тюркской истории историческими тюркскими государствами являлись :
1. Тюркско-Гуннская империя в Средней Азии.
2. Скифская империя между Идилом и Дунаем .
3. Государство Западных Гуннов между Уральскими горами и рекой Идиль .
4. Европейская Тюрко- Гуннская империя и Аварская империя.
5. Государство Ахун в Западной Туркели и Северном Афганистане.
6. Тюркская империя Гок, государство Тукю и Кутлук в Средней Азии.
7. Хазарский каганат и Великая Булгария
8. Тюркские государства с разными названиями в Средней Азии после Гок-тюркской империи .
9. Государство Саманогуллары на юге Аральского моря .
10. Государство Газневидов на территории, простирающейся от Аральского моря до Индийского.
11. Государство Караханидов и Карагитаев на востоке реки Сир .
12. Государство сельджуков в Иране, Месопотамии, Анатолии и Сирии.
13. Государство Харземшахов (Харизм) на Гарземском континенте и во всем Иране.
14. Великая империя Тимуридов, столицей которой был Самарканд.
15. Империя Великих Моголов в Индии.
16. Турецко-Османская империя в Азии, Европе и Африке.
17. Турецкая Республика .

## Объединительный мотив и принцип субсидиарности
Согласно концепции современная Турция "впитала мораль и традиции" всех прошлых тюркских государств, а тюркские государства единый народ. При этом концепция не предусматривает объединения всех тюркских государств (как того предусматривает, например, рашизм - объединение России, Белорусси и Украины под властью Москвы). Выдвигается термин два(три...пять) государств - один народ. На примере Азербайджана Два государства-один народ. Равно как существование нескольких немецко-говорящих государств существование нескольких тюркоговорящих государств не является проблемой (в противовес рашизму).

## Критика

### Академическая критика
Фуад Кёпрюлю, утверждал что концепция, была романтически-националистическим пониманием истории, которое возникло как реакция на безосновательные и негативные мысли европейской историографии, написанные против турок. 
Критика романтического национализма была выдвинута как реакция на то, что истоки истории мировой цивилизации приписываются только индоевропейским языковым общностям, а тюрки изображаются варварами, принадлежащими к желтой расе, в представлении истории, которую Ататюрк призывал к написанию. Он содержал реактивные и романтические националистические аргументы, выраженные в Güneş Language Theory, а также мнение о том, что происхождение всех языков в мире является общим с происхождением турецкого языка .
Ученый-тюркист Зеки Велиди Тоган раскритиковал заявление, представленное врачом Решитом Галипом на 1-м Турецком историческом конгрессе в 1932 году, из-за аргумента о том, что Средняя Азия в истории была внутренним морем. Затем он покинул Турцию и уехал в Германию, откуда не возвращался домой до тех пор, пока в 1939 году не был приглашен в Турцию министром национального образования Турции.
В начале 1990-х годов некоторые авторы подвергли критике диссертацию по истории Турции, заявив, что она была написана для прославления турецкой истории и что она экстремистская, что это официальная государственная идеология, далекая от научной нейтральности, и что она игнорирует курдов.  

### Критика туранистов
По мнению Нур Рызы концепция, используя цивилизационный подход, не акцентирует внимание на тюрках как Туранизм. Тюркские сообщества есть в Китае, Иране и России и их нужно спасать. Согласно цивилизационному подходу эти тюрки находятся под гнетом других тюрок и их спасать не нужно. Атсыз Нихаль также считал, что хеттов, шумер и даже греческую цивилизацию не нужно примешивать к тюркам как продолжение тюркской цивилизации, которая распространилась по миру из Центральной Азии.
Тезис турецкой истории, делающий упор на цивилизацию, противоречит туранистской точке зрения, защищающей расовую основу. В концепции тюркской истории определение нации основано не на расовой принадлежности, а на цивилизациях.   Ататюрк исправил определение нации как политической и социальной организации граждан, связанных друг с другом единством языка, культуры и морали, удалив ссылку на выдающуюся расовую принадлежность в книге под названием «Медени Билгилер», подготовленной Ататюрком Афетом Инаном в 1930.
Согласно Тезису истории Турции, Анатолия подвергалась миграции на протяжении всей истории, но никогда не мигрировала. Турки тоже из племен, которые пришли сюда и смешались с здешними культурами и человеческими сообществами. По сути, племена, жившие на этих землях в прошлом, являются источником мировых цивилизаций, а сегодняшняя анатолийская тюркская культура является продолжением древних цивилизаций. По этой причине турецкая нация хеттов является естественным наследником произведений урартов.  

## Эффект на развитие исторической науки Турции в целом
Ататюрк, который хотел исследовать связи между анатолийскими цивилизациями и турецкой историей, поощрял исследования археологических раскопок и истории, и его усилия по подготовке ученых в этой области стали отправной точкой для серьезных исследований по истории.  Ататюрк во вступительной речи Великого национального собрания Турции 1 ноября 1936 года заявил, что артефакты, найденные при раскопках в Алакахёюке, прольют свет на 5500-летнюю историю Турции. В итоге археологические находки, полученные при раскопках турецких археологов, привели к появлению новых находок о хеттах и переписыванию известных.  Появились турецкие ученые, умеющие читать клинопись. Были прочитаны тысячи хеттских табличек. Открылись археологические музеи.  Заметив интерес турецкого государства к науке, Альберт Эйнштейн рекомендовал всем ученым, высланных нацистами ехать в Турцию. В результате сотни людей, от библиотекарей до профессоров, последовавших его призыву, внесли большой вклад в развитие турецких университетов. 